# Entoria formosana
Entoria formosana är en insektsart som beskrevs av Tokuichi Shiraki 1911. Entoria formosana ingår i släktet Entoria och familjen Phasmatidae. Inga underarter finns listade i Catalogue of Life.